# Sam Evans
Sam Evans is een personage in de Amerikaanse televisieserie Glee van Fox Broadcasting Company, gespeeld door Chord Overstreet. Hij verscheen voor het eerst in de aflevering Audition en voor het laatst in de aflevering New York.

## Verhaallijnen
Sam is een uitwisselingsstudent die lid wordt van het Americanfootballteam en de Glee club. In de eerste aflevering zong hij Travie McCoy's Billionaire met een aantal leden van de Glee club, als auditie.
In de aflevering Duets voegt hij zich officieel bij de Glee club. Kurt Hummel toont onmiddellijk interesse in hem, denkend dat Sam homo is. Sam is zich niet bewust van Kurts redenen en gaat ermee akkoord om Kurts duetpartner te worden. Later ruilt Kurt hem in, om Sams reputatie te behouden, waardoor Sam met Quinn een duet zingt.